# Andrena fulvida
Andrena fulvida là một loài ong trong họ Andrenidae. Loài này được Schenck miêu tả khoa học đầu tiên năm 1853.